# 서린 (배우)
서린(본명: 박미영, 1975년 6월 14일 ~ )은 대한민국의 배우로 1998년 SBS 공채 8기 탤런트 출신이다.

## 학력
- 서울예술대학 연극학과 전문학사

## 출연 작품

### 드라마
- 1996년 KBS2 주간드라마 《사랑이 꽃피는 교실》
- 1996년 KBS1 청소년드라마 《신세대 보고 - 어른들은 몰라요》
- 1997년 MBC 일일시트콤 《남자 셋 여자 셋》
- 1997년 SBS 월화드라마 《여자》
- 1998년 SBS 일일연속극 《서울 탱고》
- 1998년 SBS 주말극장 《사랑해 사랑해》
- 1998년 SBS 수목 드라마스페셜 《미스터Q》
- 1998년 SBS 주말극장 《로맨스》
- 1998년 SBS 일일연속극 《7인의 신부》
- 1998년 SBS 수목 드라마스페셜 《승부사》
- 1998년 SBS 아침드라마 《포옹》
- 1998년 SBS 일일연속극 《미우나 고우나》
- 1998년 SBS 주말극장 《흐린 날에 쓴 편지》
- 1998년 SBS 월화드라마 《은실이》
- 1999년 SBS 일일시트콤 《순풍산부인과》
- 1999년 SBS 아침드라마 《지금은 사랑할 때》
- 1999년 SBS 수목 드라마스페셜 《청춘의 덫》
- 1999년 SBS 주말극장 《젊은 태양》
- 1999년 SBS 일일연속극 《약속》
- 1999년 SBS 수목 드라마스페셜 《토마토》
- 1999년 SBS 아침드라마 《그녀의 선택》
- 1999년 SBS 청춘시트콤 《행진》
- 1999년 SBS 수목드라마 《해피투게더》
- 1999년 SBS 월화드라마 《맛을 보여드립니다》
- 1999년 SBS 일요아침드라마 《달콤한 신부》
- 1999년 SBS 일일연속극 《당신은 누구시길래》
- 1999년 SBS 추석특집드라마 《황제의 식탁》
- 1999년 SBS 일요드라마 《카이스트》
- 2000년 MBC 주간시트콤 《세 친구》 ... 16회 정웅인의 앞집에 이사 온 첼리스트 서린 역으로 카메오 단역
- 2000년 SBS 수목 드라마스페셜 《불꽃》
- 2000년 SBS 수목 드라마스페셜 《팝콘》
- 2000년 SBS 아침드라마 《사랑과 이별》
- 2000년 SBS 청춘시트콤 《골뱅이》
- 2000년 SBS 월화드라마 《천사의 분노》

### 영화
- 2001년 《아이 러브 유》 ... 유진 역
- 2002년 《로드무비》 ... 일주 역
- 2003년 《내츄럴 시티》 ... 리아 역
- 2008년 《나의 스캔들》 ... 선아 역